# Sinner (Unternehmen)
Die Sinner AG ist ein 1885 von Georg Sinner im Karlsruher Stadtteil Grünwinkel als Gesellschaft für Brauerei, Spiritus und Presshefenfabrikation gegründetes Unternehmen, das heute als Immobilienunternehmen seine ehemaligen Betriebstätten auf einem 140.000 m² großen Areal im Zentrum von Grünwinkel entwickelt und verwaltet.

## Geschichte
1820 erwarb der Staatsrat Wilhelm Reinhard den ehemaligen Gutshof Kreenwinkel der Markgräfin Sybilla Augusta von Baden, in dessen Anlagen bereits seit dem 18. Jahrhundert Bier gebraut wurde und verpachtete die Fabrikgebäude in der Durmersheimer Straße 55 noch im selben Jahr an den Chemiker Anton Sinner, der neben dem Brauereibetrieb auch eine Farbenfabrik einrichtete. Beides gab er nach kurzer Zeit aber wieder auf und produzierte nur noch Essig sowie Bleiacetat zur Farbstoffgewinnung und als Süßungsmittel.
Ab 1845 übernahm Anton Sinners Sohn Georg Sinner die Leitung und erwarb 1849 für 27.000 Gulden das ehemalige Hofgut. 1885 wurde daraufhin die Gesellschaft für Brauerei, Spiritus und Presshefenfabrikation im Karlsruher Stadtteil Grünwinkel gegründet, die sich in den Folgejahren zu einem international tätigen Nahrungsmittelhersteller entwickelte. So wurde ab 1857 die Bleizuckerverarbeitung aufgegeben und stattdessen eine Stärkeproduktion, eine Presshefefabrik und eine neue Brauerei eingerichtet. Am 2. Dezember 1880 kamen beim Einsturz eines neugebauten Kellergewölbes der Brauerei zwölf Mitarbeiter ums Leben.
Nach dem Tod von Georg Sinner 1883 übernahm sein Sohn Robert Sinner unterstützt von seinen Brüdern und Schwägern das Unternehmen und wandelte die OHG 1885 unter dem Namen Gesellschaft für Brauerei, Spiritus- und Preßhefefabrikation vorm. G. Sinner AG  in eine Aktiengesellschaft in Familienbesitz um. In den Folgejahren expandierte man besonders in die Bereiche Presshefe und Spiritus. 1890 entstand eine neue Faßschwenkhalle. Von 1891 bis 1893 wurden die heute noch teilweise erhaltene Großmühle an der Durmersheimer Straße und ein Lagerhaus im Rheinhafen erbaut. Durch Gründung weiterer Presshefefabriken und Spiritusbrennereien in Durmersheim, Mannheim-Käfertal Luban (Posen) Groß Massow (Pommern), Angenstein (Schweiz) sowie im italienischen Sesto San Giovanni entwickelte sich das Unternehmen ab 1888 zu einem europaweit operierenden Lebensmittelkonzern. Eine eigene Reederei sowie eigene Verkaufsfilialen in Frankfurt am Main, München, Pforzheim, Mannheim, Stuttgart und Saarbrücken kamen hinzu. Eine 5 km langer Gleisanschluss, auf dem täglich bis zu drei Güterzüge verkehrten, bot direkten Anschluss an den Bahnhof Karlsruhe West. In Stettin und Danzig wurden 1898 zwei große Spiritusraffinerien erworben. Zur Jahrhundertwende war man größter deutscher Spiritusproduzent und gehörte zu den größten Unternehmen in der Region Karlsruhe. Mit 294 Mitarbeiter waren 30 % aller Arbeitnehmer aus Grünwinkel bei Sinner beschäftigt.
1911 wurde unweit des Mühlengebäudes zusätzlich ein großer Getreidesilo erbaut. Dieser ist noch heute erhalten. Nach der Übernahme der Karlsruher Brauerei Wilhelm Fels 1912 sowie bis 1918 der Aktienbrauerei Altenburg in Sinzheim und der Braurechte der Mühlburger Brauerei AG 1921 wurde Sinner zu einer der größten Brauereien Badens. Zusätzlich zur bisherigen Produktpalette wurden Backpulver, Puddingpulver, Vanillinzucker, Haferflocken, Hafermehl, Stärke sowie Suppenwürze produziert. 1914 folgte der Aufbau einer Fabrikationsanlage für Marmelade sowie der Bau einer Fabrik zur Herstellung von Protol für die Produktion von Sprengstoffen. Der während des Krieges entstandene Mangel an Futtermitteln führte zu einem Verfahren, bei dem aus Melasse und Salzen ein Ersatzfuttermittel hergestellt wurde. Sinner errichtet dazu auf seinem Gelände eine vom Deutschen Reich bezahlte Fabrik zur Herstellung, welche als Erste in Deutschland den Betrieb aufnahm.

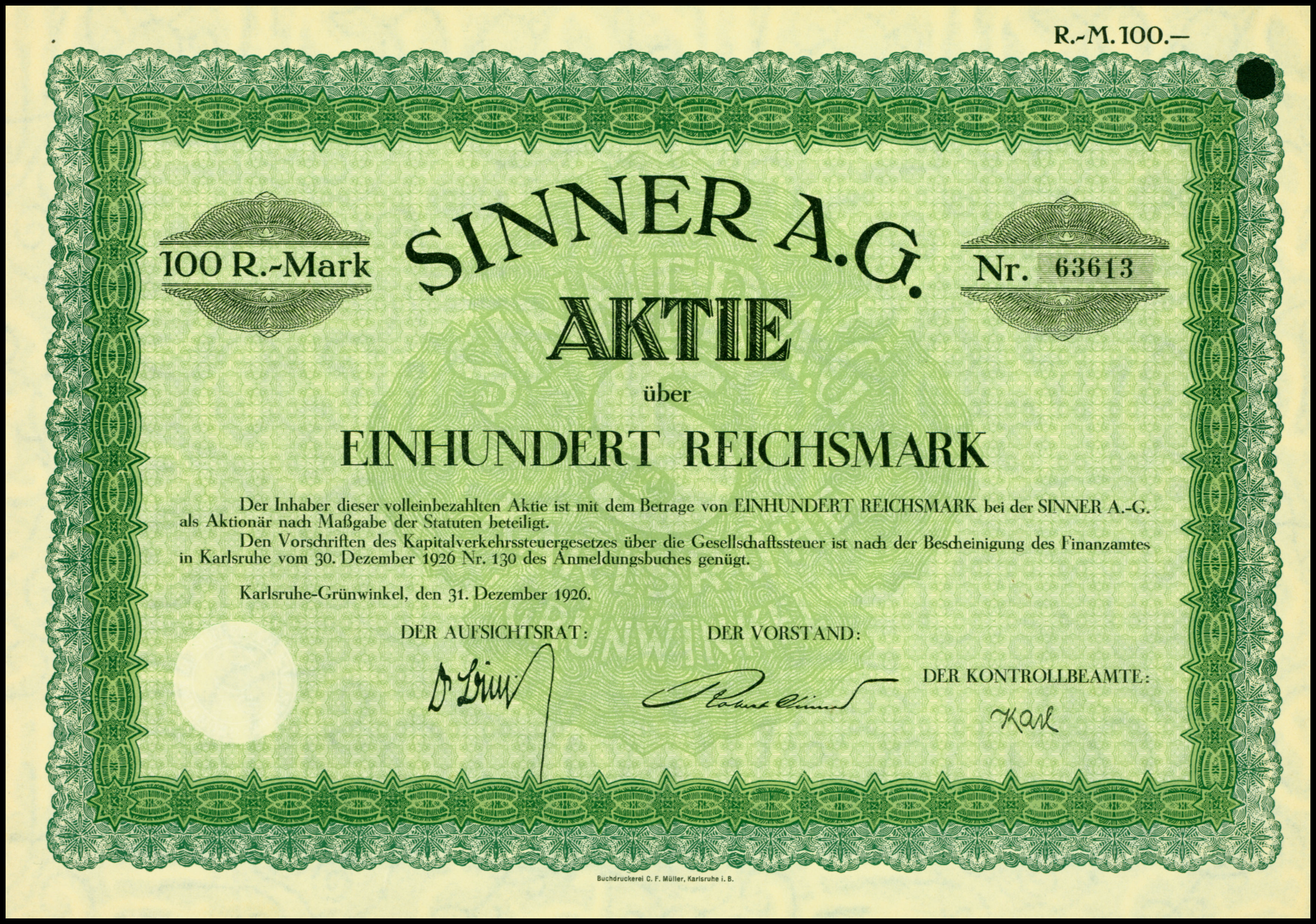
Aktie über 100 RM der Sinner AG vom 31. Dezember 1926

Nach Ende des Ersten Weltkriegs gingen die Fabriken in Sesto San Giovanni und Luban aufgrund des Versailler Vertrages verloren. 
Ab dem 24. Februar 1920 firmierte das Unternehmen unter der Bezeichnung Sinner AG. Trotz erheblicher Verluste durch den Krieg hatte Sinner zu dem Zeitpunkt ca. 1.400 Beschäftigte und einen Umsatz von rund 30 Millionen Reichsmark. Man verfügte über eine eigene Krankenkasse sowie eine Fabriksparkasse für die Mitarbeiter, die darüber hinaus auch Unterstützungen und Pensionen erhielten. 1922 wurde für die verschiedenen Betriebe am Standort Grünwinkel eine Glasfabrik zur Flaschenproduktion errichtet. Ein eigenes Kraftwerk mit 14 Dampfkesseln erzeugte Prozesswärme und Strom, die eigenen Druckerei erstellte Etiketten und Drucksachen. Für die Zollabfertigung war eigens ein Steueramt eingerichtet worden.
Robert Sinner war noch bis zu seinem Tod 1932 Generaldirektor. Danach übernahm sein Sohn Rudolf die Leitung des Unternehmens. Die Weltwirtschaftskrise und der Zweite Weltkrieg hatten in den Folgejahren weitreichende Auswirkungen auf das Unternehmen. Die Nachfrage ging zurück, Rohstoffe und Personal wurden knapp und zwischen 1941 und 1944 war die Fabrikanlagen durch Luftangriffe teilweise zerstört worden. Ab dem 4. April 1945 musste die Produktion wegen der Besetzung durch französische Truppen eingestellt werden. Nach einigen Tagen wurde zumindest die Hefeproduktion wieder aufgenommen.
Im Zuge des Wiederaufbaus nach 1945 wurden nicht nur Kriegsschäden beseitigt, sondern die Anlagen gleichzeitig modernisiert. Dabei bildeten Hefeproduktion, Brauerei und die Weinbrennerei den Schwerpunkt. Die Betriebe der AG produzierten fortan wieder Presshefe, Bier, Branntwein, Liköre und andere Spirituosen, Mineralwasser und Limonade, sowie Backpulver, Pudding, Eiscreme und Vanillinzucker. Außerdem gehörten eine Monopol-Spiritus-Vertriebsstelle und eine Weinhandlung zum Unternehmen.

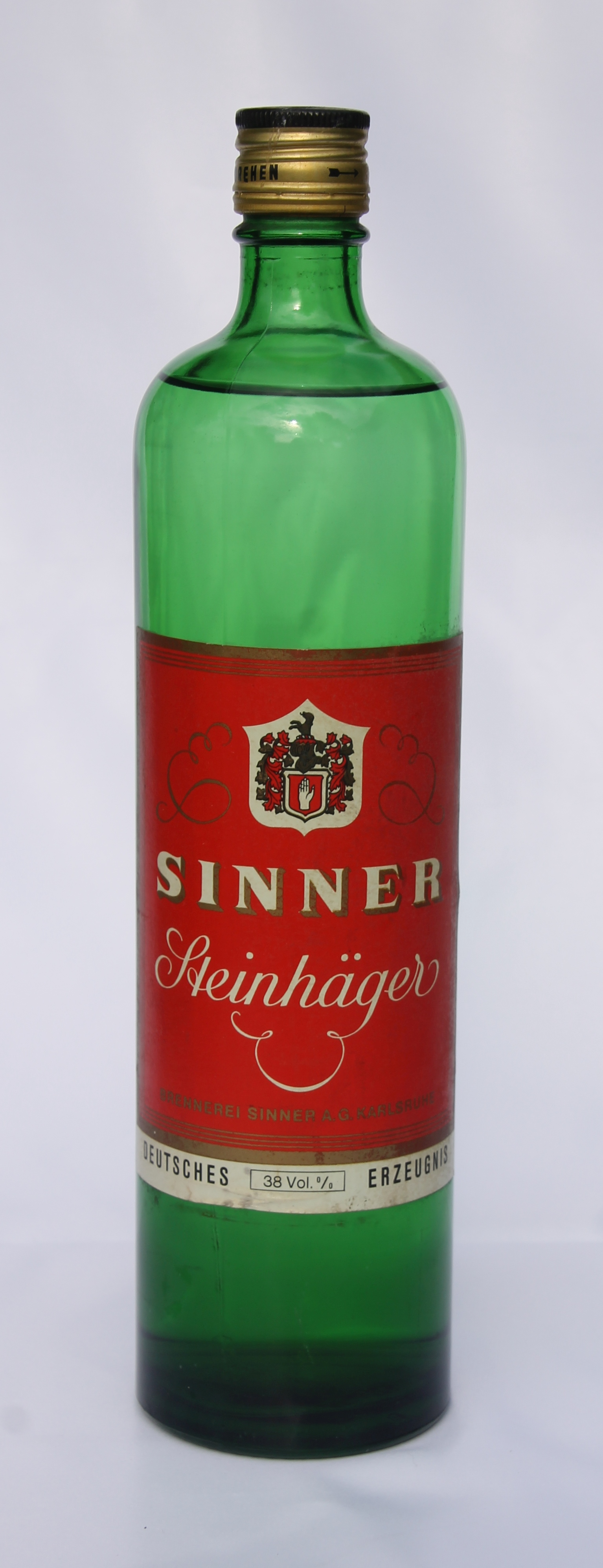
Sinner Steinhäger

Am 24. Juni 1950 verstarb Rudolf Sinner. Neuer Vorstandsvorsitzender wurde Heinz von Rotteck. Die Familie blieb aber weiterhin durch die 1952 bzw. 1964 in den Vorstand aufgenommenen Nachfahren Robert und Rudolf Sinner vertreten. 1956 wurde ein Teil des großen Mühlengebäudes von 1893 bei einem Brand zerstört und nur vereinfacht wieder aufgebaut. Mit dem Bau einer neuen Flaschenabfüllanlage mit einer Stundenleistung von 24.000 Flaschen im Jahr 1965 reagierte Sinner auf das Zunehmen des Flaschenbieranteils auf bis zu 75 % im Jahr 1971. 1969 übernahm Sinner Anteile an der Emil Johann Köninger Rösselbrauerei KG in Kappelrodeck. Bis 1971 errichtet man im Albgrün eine neue, große Gaststätte als Hauptausschank.
Am 2. Mai 1972 teilte die Brauerei Moninger mit, dass sie mehr als 50 % des Aktienkapitals übernommen habe und übernahm ab dem 12. Januar 1973 auch die Firmenleitung. Die bisherigen Vorstände Heinz von Rotteck und Rudolf Sinner schieden aus. Mit Inkrafttreten eines Betriebspachtvertrages am 1. Januar 1975 wurden alle Betriebsangehörigen der Sinner AG von der Brauerei Moninger übernommen. Darunter auch Robert Sinner, der in der Moninger-Gruppe bis zum 31. Dezember 1976 als Technikvorstand blieb. Bis zu seinem Ausscheiden befand sich das Unternehmen über fünf Generationen in Familienbesitz. Die Sinner AG selbst wurde nicht aufgelöst, sondern existiert neben der Moninger AG bis heute als Immobiliengesellschaft ohne eigenes Personal im neuen Moninger Verwaltungsgebäude in der Zeppelinstraße.
Die Firma Moninger nutzte die vorhandene Infrastruktur auf dem 140.000 m² großen Betriebsgelände in Grünwinkel und investierte 15 Millionen DM in die Erweiterung des noch 1970 von Sinner angeschafften Strainmastersudwerkes. Nach Fertigstellung eines Produktionsneubaus mit 36 Tanks von 25 m Höhe erfolgte 1980 die Verlagerung der Moninger Brauerei nach Grünwinkel. In den Jahren 1984 bis 1986 wurde die Vollguthalle erweitert und die Flaschen und Fassabfüllung modernisiert. Bis 2008 wurden auf dem Brauereigelände das Nahversorgungszentrum Grünwinkel mit Einzelhandelsmärkten und kleineren Geschäften, ein Bürgerplatz sowie der umgestaltete Biergarten des Hauptausschankes eröffnet. Basis hierfür bildete die vorhandene Bausubstanz der historischen und teilweise denkmalgeschützten Industriearchitektur.
Heute entwickelt, verwaltet und vermietet die Sinner AG ihren Immobilienbesitz. Der größte Mieter ist dabei die Brauerei Hatz-Moninger Brauhaus, die sich wie die Sinner AG über viele Jahre im Mehrheitsbesitz der STINAG Stuttgart Invest befand. Die Aktien des Unternehmens werden an der Börse Frankfurt im regulierten Markt gehandelt. Seit 2018 sind sowohl die Brauerei Hatz-Moninger als auch die Sinner AG mehrheitlich im Besitz der SBS Familien - Verwaltungs AG der Familie Scheidtweiler.

## Gebäude

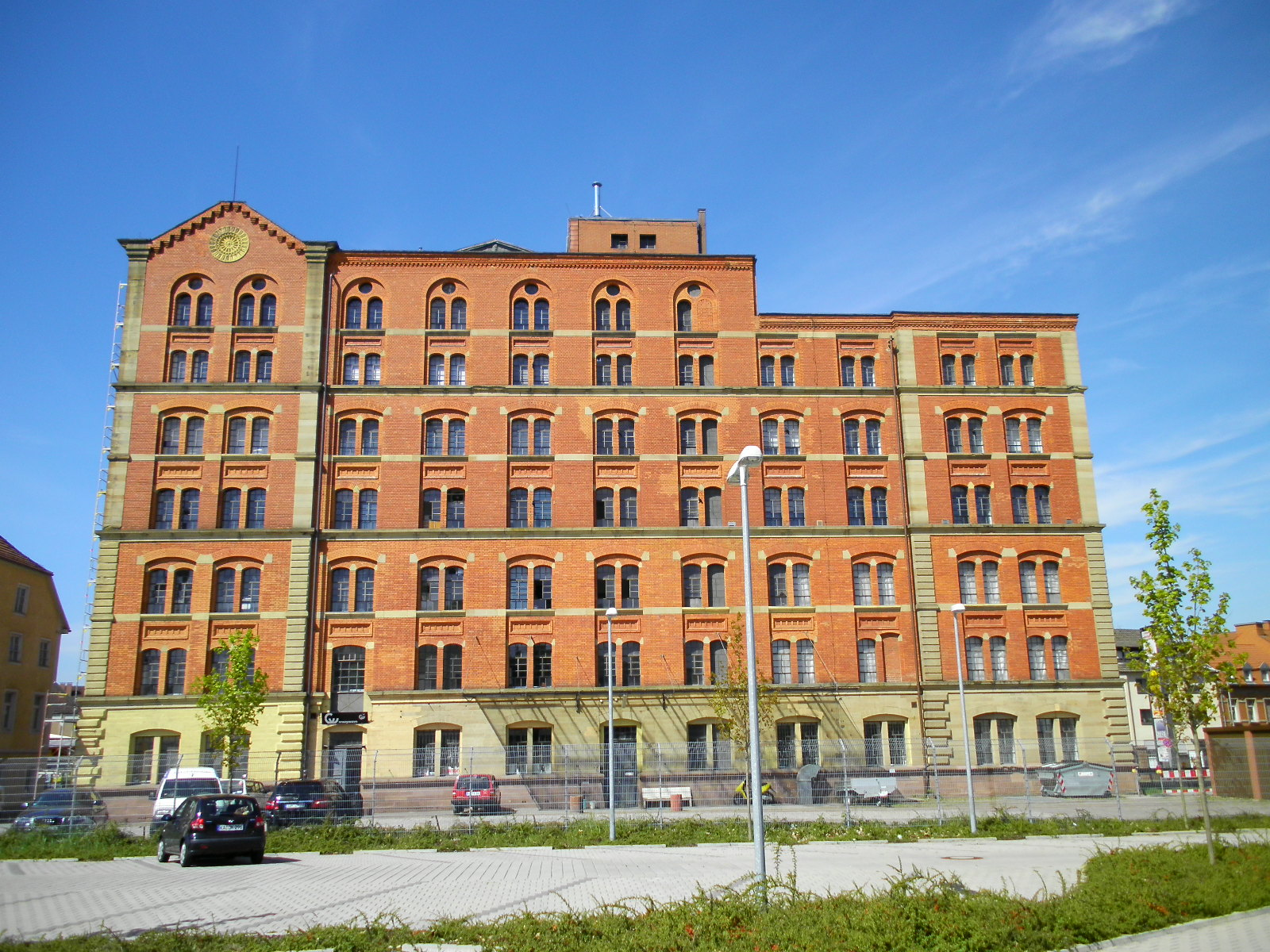
Mühlengebäude der ehemaligen Brauerei Sinner, Durmersheimer Straße 55, Karlsruhe

Einige ehemalige Betriebsgebäude sind heute noch erhalten, restauriert und stehen mit neuer Nutzung unter Denkmalschutz.
Das ehemalige Herrschaftshaus des Hofguts der Markgräfin Sybilla Augusta von Baden aus dem 18. Jahrhundert ist das älteste, erhaltene Bauwerk. Es steht traufseitig zur Durmersheimer Straße und beherbergte lange Jahre die Verwaltung der Sinner AG. Das dreigeschossige Gebäude wirkt mit seinen Pilastern im Eingangsbereich und dem Krüppelwalmdach klassizistisch. Vor dem Gebäude befindet sich das 1922 errichtete Denkmal für die gefallenen Mitarbeiter.
Neben dem Verwaltungsgebäude befindet sich eine zwischen 1849 und 1880 erbaute zweistöckige Villa mit einem quadratischen Grundriss, welche zwei Frontseiten aufweist. Eine zeigt zur Durmersheimer Straße, die andere mit dominantem Haupteingang zum Verwaltungsgebäude. Die Architektur folgt den Regeln der Palazzibauten und hatte Bürgerhäuser der französischen Klassik des 17. Jahrhunderts als Vorbild. Es steht unter Denkmalschutz.
Das große Mühlengebäude, ein Backsteinbau mit doppelten Korbbogenfenstern, wurde zwischen 1891 und 1893 von Gottfried Zinser errichtet. Das sieben Stockwerke umfassende Gebäude ruht auf einem Natursteinstockwerk. Die restlichen Geschosse sind in Ziegelmauerwerk ausgeführt. Die Hauptfassade ist dabei zur Durmersheimer Straße gerichtet. Ursprünglich symmetrisch angelegt wurde ein Flügel des Gebäudes nach einem Brand 1957 vereinfacht wieder aufgebaut. Das Gebäude ist restauriert und steht unter Denkmalschutz. Vorübergehend nutzten die Staatliche Hochschule für Gestaltung (HfG) und das Landesdenkmalamt das Gebäude.
Neben dem Mühlengebäude befindet sich der 1910/11 in Eisenbeton-Bauweise errichtete Getreidespeicher, ein sechsgeschossiger verputzter Mauerwerksbau von Architekt Fr. Guske für das Baubüro Joseph Knapp. Das nach drei Seiten geschlossene Gebäude wird vertikal durch Halbsäulen und horizontal durch ein Gesims sowie ein Staffelgeschoss gegliedert. Bis auf zwei Anbauten zeigt er sich noch heute in seinem Originalzustand und steht unter Denkmalschutz. Vor dem Gebäude wurde 2008 der Bürgerplatz eingerichtet.

## Trivia
Zwischen dem 16. September 1914 und dem 10. Dezember 1918 gab Sinner unter dem Titel Mitteilungen an unsere zur Fahne einberufenen Beamten und Arbeiter eine Kriegszeitung in 125 Ausgaben heraus. Berichtet wurde neben Anderem auch über das Schicksal der einberufenen Mitarbeiter sowie die Kriegslage.
Der Grafiker und Maler Alfred Kusche gestaltete im Auftrag der Belegschaft aus Anlass des 70. Geburtstages von Robert Sinner eine Glückwunschkarte, die auf einem 20-seitigen Anhang von 1054 Beschäftigten der Firma Sinner aus mehreren Niederlassungen eigenhändig unterschrieben wurde.